# Southeast Cove (Ocean Lake)
Southeast Cove – zatoka jeziora Ocean Lake w kanadyjskiej prowincji Nowa Szkocja, w hrabstwie Guysborough.